# Shah Jahan

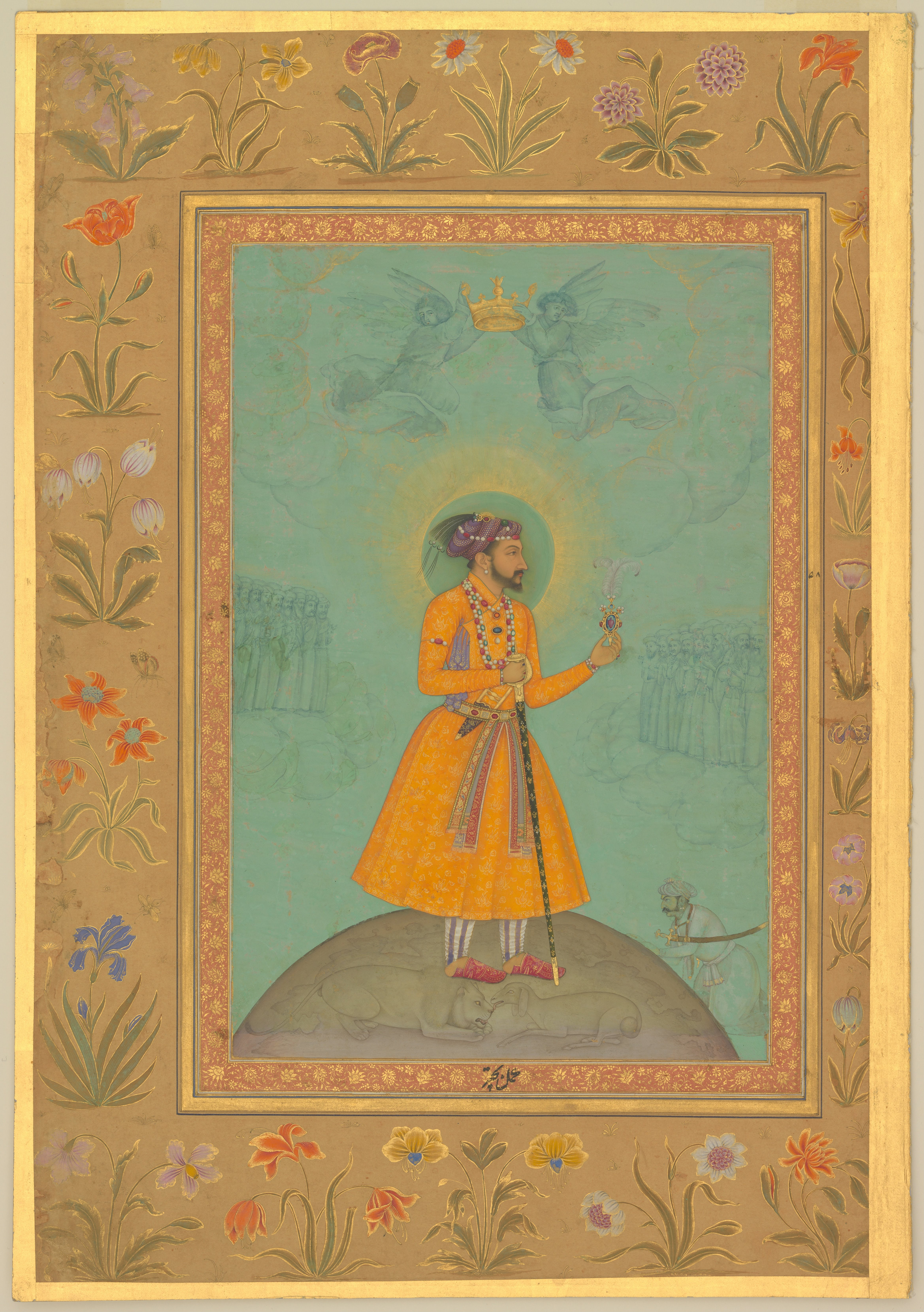
Shah Jahan steht als König der Welt auf dem Globus. Unter seinen Füßen leckt das Schaf mütterlich seinen natürlichen Feind, den Löwen, eine Anspielung auf die friedliche Harmonie eines Königreichs unter einem gerechten Herrscher. Mullahs schweben auf Wolken rechts und links des Monarchen, Putten halten eine goldenen Krone über ihm, sein Haupt ist von einem leuchtenden Heiligenschein umgeben. Unterwürfig vor ihm kniet der Rajput-Herrscher (Hindu) Jujhar Singh Bundela, der Anfang 1629 von Shah Jahan besiegt wurde. Allegorische Indische Malerei von Bichitr, Minto Album, um 1630, Chester Beatty Library, Dublin

Shihabuddin Muhammad Shah Jahan (persisch شهاب الدین محمّد شاه جهان Schihāb ud-Din Muhammad Schāh-i Dschahān, DMG Šihāb ud-Dīn Muḥammad Šāh-i Ğahān) (geboren am 5. Januarjul. / 15. Januar 1592greg. in Lahore; gestorben am 22. Januarjul. / 1. Februar 1666greg. in Agra) war als dritter Sohn Jahangirs der Großmogul von Indien zwischen 1627 und seiner Entmachtung durch seinen Sohn Aurangzeb im Juni 1658. Er war unter der Bezeichnung Shah Jahan I. der fünfte Mogulherrscher nach Babur, dem Gründer des Mogulreichs und dessen Nachfolgern Humayun, Akbar I. und Jahangir.
Er ist als Bauherr des Taj Mahal bekannt, das er als Mausoleum für seine Lieblingsfrau Mumtaz Mahal erbauen ließ.

## Biografie
Shah Jahan (auch Schāh-i Dschahān oder deutsch Schah Dschahan, von persisch شاه جهان, DMG Šāh-i Ǧahān, ‚Herrscher der Welt‘) wurde geboren als Prinz Khurram (persisch خرّم, DMG Ḫurram, ‚blühend, froh‘). Er war bereits in seiner Jugend der Favorit seines Großvaters Akbar. Die Abstammung von Babur lässt bei Shah Jahan zumindest väterlicherseits auf eine turko-mongolische Herkunft schließen.
Prinz Khurram heiratete 1612 im Alter von 20 Jahren die ein Jahr jüngere Arjumand Banu Begum, genannt Mumtaz Mahal, die er so sehr liebte, dass er ihr nie einen Wunsch abschlug und sich nie von ihr trennte, und die er daher selbst in die entferntesten Winkel seines Reiches und selbst auf Kriegszüge mitnahm. Sie hatten miteinander 14 Kinder – acht Söhne und sechs Töchter –, von denen sieben überlebten.
Unter der Herrschaft seines opium- und alkoholsüchtigen Vaters Jahangir erwies er sich als fähiger Heerführer bei der Eroberung von Mewar, dem letzten großen hinduistischen Fürstentum (1613), sowie der als uneinnehmbar geltenden Festung Kangra im Vorhimalaya (1618/20). Auch zeigte er schon früh Interesse an Architektur. Die Offensive der Dekkan-Sultanate im Jahr 1621 konnte er trotz zahlenmäßiger Unterlegenheit seiner Armee zurückdrängen. 1622 unternahm Shah Jahan eine Rebellion gegen seinen Vater und wurde vernichtend geschlagen. Er floh durch den Dekkan und Orissa, verlor 1624 erneut gegen seinen Vater und 1626 nochmals. Der Sultan von Ahmadnagar gab ihm schließlich ein kleines Lehen (Iqta) als Versteck. Jahangir ernannte seinen Halbbruder Shahriyar zum Thronfolger.
Nach dem Tod Jahangirs (1627) schaltete der Wesir Asaf Khan im Auftrag Shah Jahans dessen Rivalen aus. Shah Jahans Halbbruder Shahriyar musste in einem ersten Thronfolgekrieg besiegt werden, die anderen Prinzen wurden ebenfalls ermordet bzw. waren – wie Khusrau – schon früher aus dem Weg geräumt worden. Nur Jahan, die Lieblingsfrau seines Vaters, wurde in Lahore unter Hausarrest gestellt.

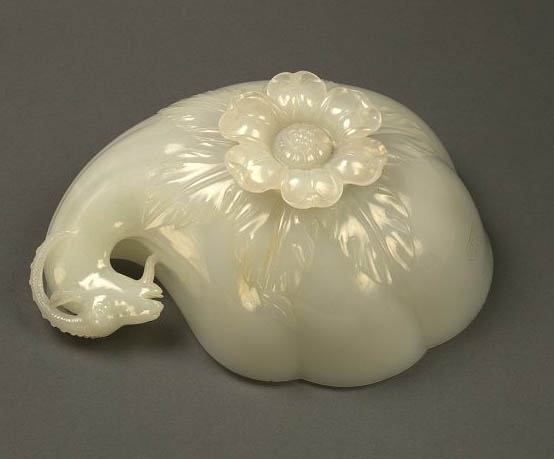
Weinschale des Großmoguls, in der Form eines Kürbisses, ähnlich einem Boteh-Muster. Der Henkel hat die Form eines Widderkopfes. Der Boden ist mit Akanthusblättern und einer Lotosblumen verziert, die den Sockel bildet. Die Schale trägt seinen Titel Zweiter Herrscher der Konjunktion, gemäß den Konventionen der königlichen Titulatur im persischen Sprachraum. Er spielt insbesondere auf den mongolischen Timur an, dem zentralasiatischen Herrscher, von dem die Moguln abstammen.

Als Shah Jahans Lieblingsfrau Mumtaz Mahal am 17. Juni 1631 bei der Geburt ihres 14. Kindes Gauhara Begum starb, fiel der tief getroffene Kaiser in große Trauer. In der ersten Woche wollte er niemanden sehen und kümmerte sich nicht mehr um die Staatsgeschäfte. Er begann mit dem Bau ihres Grabmals, des Taj Mahal in Agra (1631–1648/53), und befahl in den folgenden zwei Jahren eine zweijährige Staatstrauer. Er selber „enthielt sich während dieser Zeit aller Freuden, hörte keine Instrumentalmusik, trug keinen Schmuck, verwendete keine Parfums, aß keine reichhaltigen Mahlzeiten mehr, und trug keine kostbaren Gewänder“. In dieser Zeit zog sich Shah Jahan zunehmend von den Regierungsgeschäften zugunsten seiner Söhne zurück.

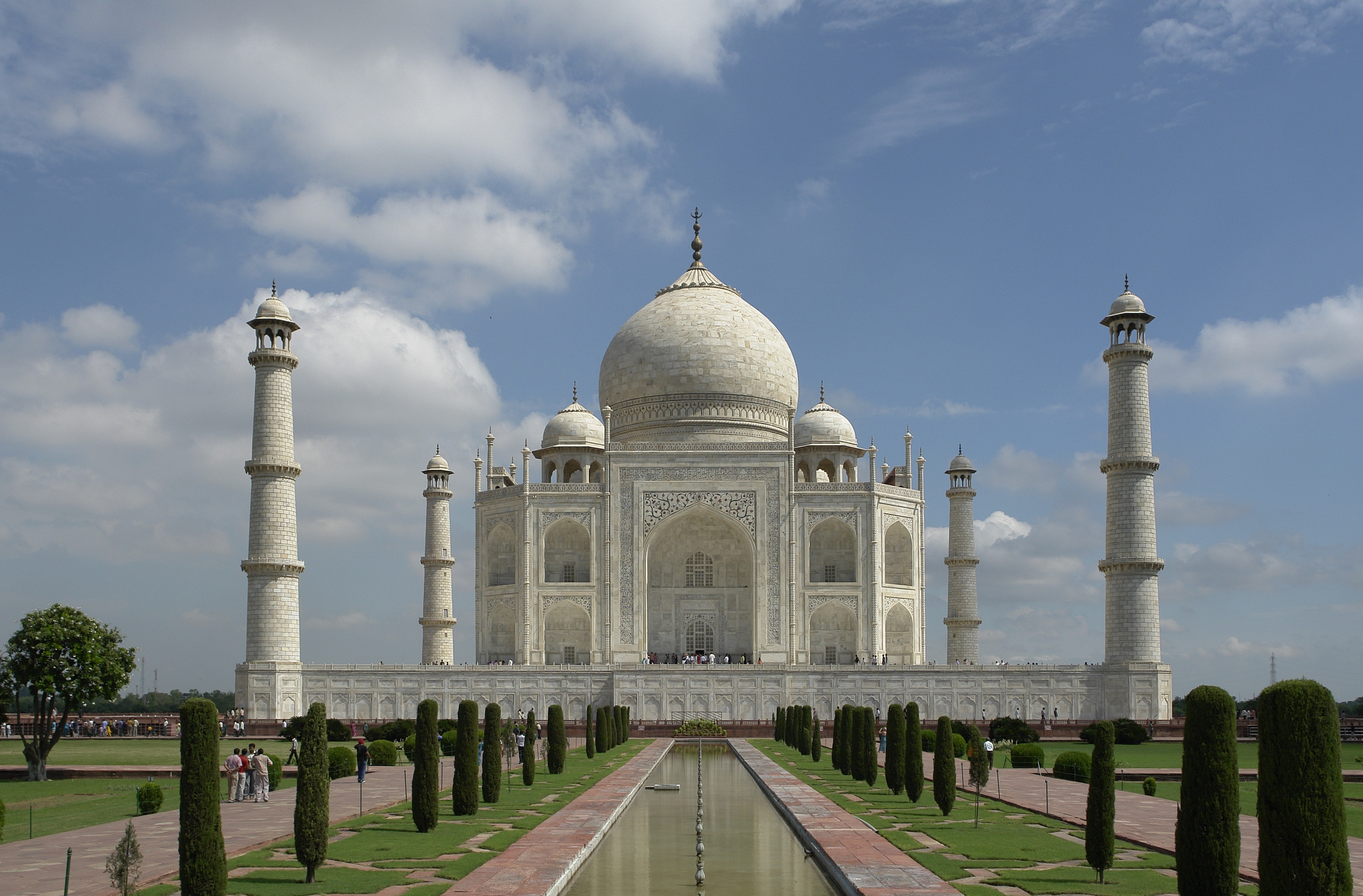
Das Taj Mahal in Agra, Uttar Pradesh – Höhepunkt der Mogul-Architektur.

In das Jahr 1632 fielen Maßnahmen gegen Hindus. Ein Gesetz befahl, zahlreiche neu gebaute bzw. im Bau befindliche Hindutempel zu zerstören, da die islamischen Theologen fremden Religionen Tempelneubau und -renovierung nicht zugestehen wollten. Es ist jedoch nicht klar, inwieweit dieses Gesetz umgesetzt wurde; insgesamt sind sieben Fälle von Tempelzerstörung in Shah Jahans Regierungszeit belegbar. Auch zerstörten Mogultruppen 1632 die Siedlung der Portugiesen am Hugli, die durch Piraterie, Sklavenjagd und Zwangsbekehrungen aufgefallen waren und auch vor Angehörigen der mogulischen Verwaltung nicht haltmachten. Seine frühen Regierungsjahre wurden durch den Einfluss der orthodoxen Moslems geleitet; der alte Kaiser dagegen nahm unter dem Einfluss seines Sohnes Dara Shikoh (ein Freigeist wie seinerzeit Akbar I., allerdings luxusverwöhnt) mehr Rücksicht, förderte sogar indische Musik und Literatur. Zwischen 1636 und 1656 entstand die im Stil der Mogulmalerei prächtig illustrierte kaiserliche Biografie Padshahnama.
Die Regierung des Kaisers wurde zunehmend von dessen ältestem Sohn Dara Shikoh geleitet – nicht zuletzt, weil Shah Jahan dessen Rebellion befürchtete und auf diese Weise zu verhindern hoffte. Darunter zu leiden hatte vor allem der dritte Sohn Aurangzeb, ein energischer, orthodoxer Moslem und somit natürlicher Rivale Daras: Aurangzeb wurde u. a. als Statthalter (subahdar) des Dekkan zweimal abgesetzt. Es gibt Anhaltspunkte dafür, dass sich Shah Jahans jüngere Söhne Anfang der fünfziger Jahre gegen Dara Shikoh verbündeten.
Im Übrigen entrissen die Perser 1649 den Moguln wieder die Stadt Kandahar, ein Zeichen für eine zunehmende militärische Schwäche des Mogulheeres, die auch die Prinzen Aurangzeb und Dara Shikoh durch persönlichen Einsatz während dreier gescheiterter Belagerungen nicht wettmachen konnten. In Indien selbst dehnte sich das Mogulreich noch aus: Die Dekkan-Sultanate sahen schon 1632 das Mogulheer vor Bijapur (Sultanat Bijapur), 1633 die Unterwerfung des Sultanats Ahmadnagar und 1656 die Eroberung von Haiderabad (Sultanat Golkonda), sodass die endgültige Eingliederung des Dekkan nur noch eine Frage der Zeit war bzw. nur noch durch die anhaltende Rivalität zwischen Dara Shikoh und Aurangzeb hinausgezögert wurde. Denn die Diplomaten von Golkonda konnten ihr Sultanat durch erfolgreiche Intervention bei Dara Shikoh noch einmal retten, sodass Shah Jahan Aurangzeb die Eroberung verbot. Endgültig erobert wurde es schließlich 1687 durch Aurangzeb als Kaiser.

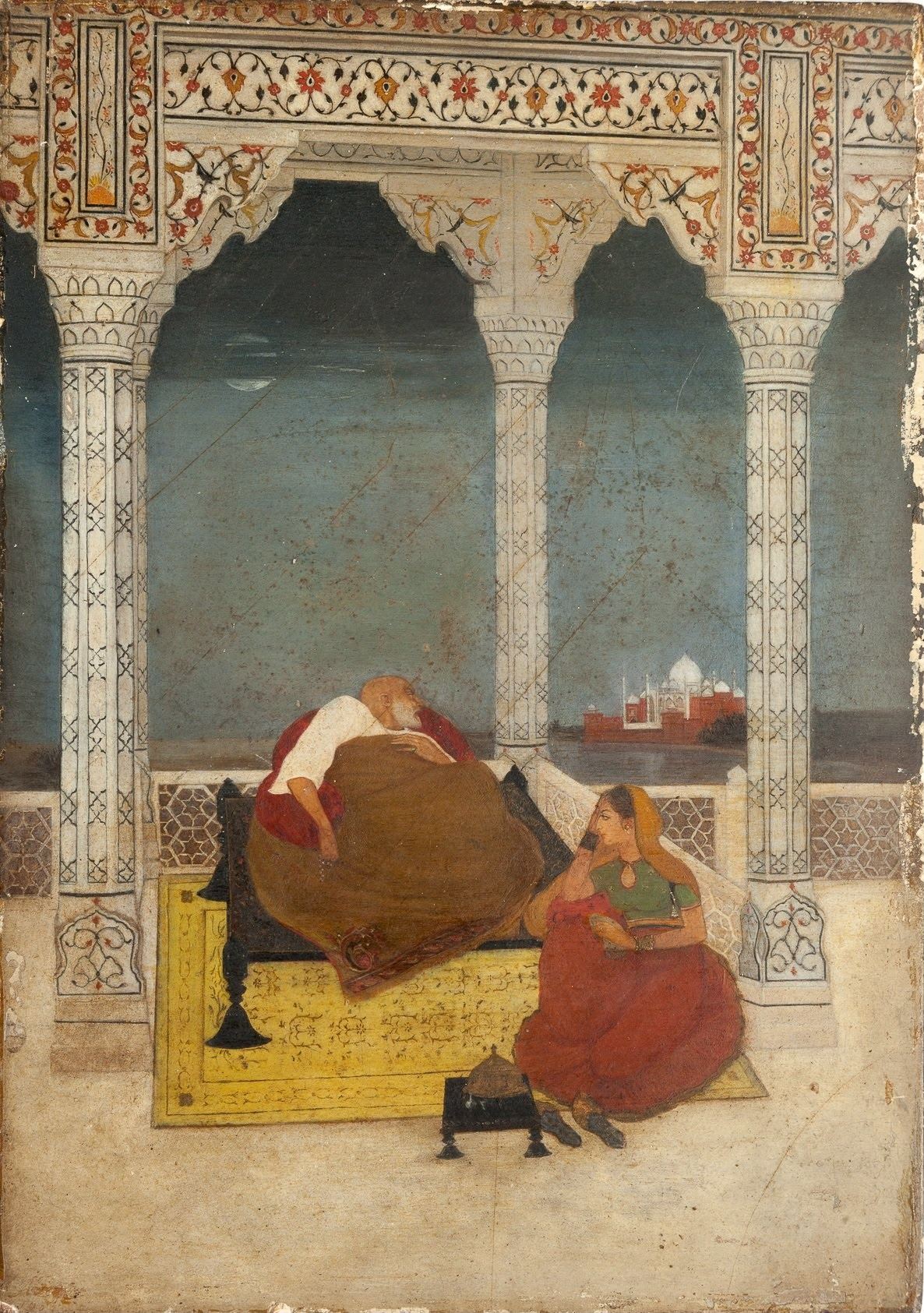
Der Tod von Shah Jahan, Miniaturmalerei von Abanindranath Tagore, 1902, Victoria Memorial, Kolkata

Als Shah Jahan wegen eines Harnröhrenleidens im September 1657 in ernster Lebensgefahr schwebte, befürchteten seine jüngeren Söhne bereits Dara Shikohs Thronbesteigung in Delhi. Shah Jahan wurde zwar wieder halbwegs gesund, der Bruderkrieg war aber nicht mehr aufzuhalten; die Prinzen waren entschlossen, die Angelegenheit militärisch auszufechten. Dara Shikoh machte dabei Fehler, und so konnte sich Aurangzeb  in den Jahren 1657/58 gegen seine Brüder durchsetzen. Nach der schwerwiegenden Niederlage Daras bei Samugarh Ende Mai 1658 musste Shah Jahan in Agra vor seinem Sohn Aurangzeb kapitulieren. Er verbrachte seine letzten Lebensjahre als Gefangener in Agra, mit Blick auf den Taj Mahal. Seine älteste Tochter Jahanara Begum, welche seit dem Tod ihrer Mutter Mumtaz Mahal die Aufgaben der ersten Dame bei Hofe erfüllt hatte, pflegte ihn aufopfernd. Nach seinem Tod (1666) wurde er an der Seite von Mumtaz Mahal beigesetzt.

## Bauten
Neben dem Taj Mahal betätigte sich Shah Jahan auch als Bauherr des Roten Forts in Delhi und der dortigen Freitagsmoschee (Jama Masjid ). Auch die später nach ihm benannte Freitagsmoschee von Thatta (Pakistan) geht auf seine Initiative zurück. Auch an der Anlage der Shalimar-Gärten in Kaschmir wirkte er mit. Den Bau des Grabmals seines Vaters in Lahore (Pakistan) überließ er hingegen weitgehend seiner Stiefmutter Nur Jahan. Das Bauprojekt der Freitagsmoschee von Agra legte er weitgehend in die Hände seiner Tochter Jahanara Begum.